# Джимі Гендрікс: Дитя Вуду
Джимі Гендрікс: Дитя Вуду (англ. Jimi Hendrix: Voodoo Child) — біографічний документальний фільм режисера Боба Смітона 2010 року про життя Джимі Гендрікса. Прем'єра стрічки відбулась 18 вересня 2010 року.

## Синопсис
Стрічка вийшла до 70-й річниці від дня народження Джимі Гендрікса, та розповідається про його життєвий шлях. 
У фільмі використані записи з концертів, рідкісні кадри домашнього відео, світлини, малюнки та листи Джимі Гендрікса, показано уривки зі старих інтерв'ю з Гендріксом, які він давав з вересня 1966 по вересень 1970 року. 
Також у стрічці є інтерв'ю з відомими музикантами, друзями Гендрікса: Полом Маккартні, Ноелом Реддінґом, Біллі Коксом, Стівом Вінвудом, Бобом Діланом та іншими.